# Voltido
Voltido là một đô thị ở tỉnh Cremona, vùng Lombardia của Italia, có vị trí cách khoảng 90 km về phía đông nam của Milan và khoảng 20 km về phía đông của Cremona. Tại thời điểm ngày 31 tháng 12 năm 2004, đô thị này có dân số 436 người và diện tích là 12,3 km².
Voltido giáp các đô thị: Ca' d'Andrea, Drizzona, Piadena, San Martino del Lago, Solarolo Rainerio, Torre de' Picenardi.